# NGC 938
NGC 938 é uma galáxia elíptica (E) localizada na direcção da constelação de Aries. Possui uma declinação de +20° 17' 02" e uma ascensão recta de 2 horas, 28 minutos e 33,5 segundos.
A galáxia NGC 938 foi descoberta em 30 de Dezembro de 1863 por Heinrich Louis d'Arrest.